# Precious Heritage Art Gallery Museum
Das Precious Heritage Art Gallery Museum (vietnamesisch Bảo Tàng nghệ thuật Di sản vô giá) ist ein Museum in Hoi An, Vietnam. Das am 1. Januar 2017 eingeweihte Museum präsentiert die vielfältigen Kulturen der ethnischen Gruppen Vietnams durch großformatige Porträts, traditionelle Kostüme, Geschichten und öffentliche Bildung. Das Precious Heritage Museum ist der Höhepunkt von The Precious Heritage Project, einem fotografischen Unterfangen, das der französische Fotograf Réhahn im Laufe eines Jahrzehnts unternommen hat.

## Zweck
Der Zweck von The Precious Heritage Art Gallery and Museum ist es, die Erhaltung und lebenswichtige Bedeutung der ethnischen Gruppen Vietnams durch kulturelles Verständnis und Respekt zu fördern.

## Der Ursprung des Museums
Réhahn begann das Precious Heritage Project, als er 2011 als Reisefotograf durch Nordvietnam reiste. Nachdem er mehrere Stämme rund um Sapa besucht hatte, erfuhr er, dass es im ganzen Land mehr als 54 verschiedene ethnische Gruppen gibt. Was die Gruppen voneinander unterscheidet, kann sich an der Vielzahl von Sprachen mit unterschiedlichen sprachlichen Wurzeln festmachen; können ihre vielfältigen traditionellen Trachten und Kunsthandwerke sein; aber auch die architektonische Traditionen und religiöse Überzeugungen. Die ethnischen Traditionen änderten sich, als neuere Generationen aus ihren Dörfern wegzogen. Dialekte, traditionelle Gewänder und andere Elemente ihres kulturellen Erbes traten in den Hintergrund.
Als Réhahn durch diese abgelegenen Dörfer reiste und begann, Porträts von Mitgliedern der verschiedenen Gruppen in ihren traditionellen Trachten zu sammeln, beschloss er, einen Ort zu schaffen, der den ethnischen Gruppen Vietnams gewidmet ist, um einen Teil dieses kulturellen Erbes zu bewahren. Die Precious Heritage Art Gallery and Museum wurde 2017 eröffnet. Sie wird vollständig vom Künstler selbst finanziert und ist für die Öffentlichkeit kostenlos.
Im September 2019 beendete Réhahn seine Hauptaufgabe, jede der 54 ethnischen Gruppen in Vietnam zu erforschen, zu treffen und zu dokumentieren. Das Museum repräsentiert heute alle 54 Gruppen und zahlreiche Untergruppen, von denen ausschließlich hier dokumentiert sind.

### Das historische Gebäude
Das Precious Heritage Museum befindet sich in einem französischen Kolonialgebäude aus dem 19. Jahrhundert, das von der Stadt Hoi An als historische Architektur eingestuft wurde.

## Die ständige Sammlung
Das Precious Heritage Museum besitzt eine umfassende Sammlung ethnischer Trachten, Artefakte, Geschichten und Porträts der über 54 verschiedenen ethnischen Gruppen in Vietnam.
Die Sammlung umfasst mehr als 200 Fotografien von Vietnamesen, einschließlich der formellen Porträtserie jeder der 54 ethnischen Gruppen in ihren traditionellen Stammesgewändern. 38 Originaltrachten sind vorhanden, einige davon gehören zu den letzten ihrer Art. Diese Textilsammlung wurde zu einem großen Teil dank der Spenden der Führungspersonen vieler ethnischer Gruppen aufgebaut.
Das kulturelle Erbe und die Kunst-/Dokumentarfotografien wurden im Laufe fast eines Jahrzehnts der Recherche von Réhahn gesammelt, während er durch die ethnischen Dörfer des Landes in Süd-, Zentral- und Nordvietnam reiste.
Jedes Foto und Kostüm wird von Geschichten über Réhahns Begegnung mit dem jeweiligen Stammesmitglied und Fakten über die ethnischen Gruppen begleitet. Ergänzt wird es durch Videos über die Anfertigung der Trachten. Das Museum umfasst auch einen Raum, der dem Indigofärbeverfahren gewidmet ist, das von vielen Stammesgruppen wie den Dao und Hmong verwendet wird.

## Anerkennung und Digitalisierung
Im Jahr 2024 wurde das Precious Heritage Museum als erstes Museum in Vietnam digitalisiert und auf der Plattform Google Arts & Culture vorgestellt. Die Zusammenarbeit ermöglicht einem weltweiten Publikum den virtuellen Zugang zur ständigen Sammlung, die die traditionellen Trachten und das kulturelle Erbe der 54 ethnischen Gruppen Vietnams präsentiert.

### Wandersammlung
Ein Teil der Sammlung wurde während der Internationalen Messe von Caen vom 16. bis 26. September 2016 präsentiert.

## Die Presse
Das Precious Heritage Museum wurde in einem Artikel „36 Stunden in Hoi An“ der New York Times dargestellt. Es wird auch von Lonely Planet als „ein wesentlicher Umweg“ aufgeführt.
Das Precious Heritage Project war Gegenstand von Berichterstattung der BBC, GEO, National Geographic und anderen internationalen Pressequellen.